# Metalobosia cupreata
Metalobosia cupreata là một loài bướm đêm thuộc phân họ Arctiinae, họ Erebidae.